# 武井成豪
武井 成豪（たけい せいごう、1998年4月15日 - ）は、埼玉県さいたま市出身のプロサッカー選手。Jリーグ・FC大阪所属。ポジションはフォワード。

## 略歴
東海大高輪台高校では2016年夏にインターハイに出場した。高校卒業後は東海大学に進学。2020年の#atarimaeni CUP（新型コロナウイルスの影響で中止された総理大臣杯、全日本大学選手権に代わって開催）では県リーグ所属ながら明治大や順天堂大などの強豪を撃破し、総理大臣杯を制した2000年以来となる20年ぶりの大学日本一を達成した。
2021年2月12日、FC今治加入決定が発表された。3月14日、J3第1節のロアッソ熊本戦でJリーグデビューを果たした。同月28日、J3第3節のガイナーレ鳥取戦でJリーグ初ゴールを決めた。
2023年12月3日、FC今治より契約満了が発表された。
2024年よりFC大阪に移籍。

## 所属クラブ
- 大和田ジュニアーズサッカースポーツ少年団
- GRANDE FC
- 東海大学付属高輪台高校
- 東海大学
- 2021年 - 2023年  FC今治
- 2024年 -  FC大阪

## 個人成績
| 国内大会個人成績 | 国内大会個人成績 | 国内大会個人成績 | 国内大会個人成績 | 国内大会個人成績 | 国内大会個人成績 | 国内大会個人成績 | 国内大会個人成績 | 国内大会個人成績 | 国内大会個人成績 | 国内大会個人成績 | 国内大会個人成績 |
| 年度             | クラブ           | 背番号           | リーグ           | リーグ戦         | リーグ戦         | リーグ杯         | リーグ杯         | オープン杯       | オープン杯       | 期間通算         | 期間通算         |
| 年度             | クラブ           | 背番号           | リーグ           | 出場             | 得点             | 出場             | 得点             | 出場             | 得点             | 出場             | 得点             |
| 日本             | 日本             | 日本             | 日本             | リーグ戦         | リーグ戦         | リーグ杯         | リーグ杯         | 天皇杯           | 天皇杯           | 期間通算         | 期間通算         |
| ---------------- | ---------------- | ---------------- | ---------------- | ---------------- | ---------------- | ---------------- | ---------------- | ---------------- | ---------------- | ---------------- | ---------------- |
| 2021             | 今治             | 30               | J3               | 16               | 2                | -                | -                | 1                | 1                | 17               | 3                |
| 2022             | 今治             | 15               | J3               | 11               | 0                | -                | -                | 1                | 0                | 12               | 0                |
| 2023             | 今治             | 15               | J3               | 21               | 1                | -                | -                | 2                | 0                | 23               | 1                |
| 2024             | FC大阪           | 25               | J3               | 36               | 2                | 0                | 0                | -                | -                | 36               | 2                |
| 2025             | FC大阪           | 25               | J3               |                  |                  |                  |                  |                  |                  |                  |                  |
| 通算             | 日本             | 日本             | J3               | 84               | 5                | 0                | 0                | 4                | 1                | 88               | 6                |
| 総通算           | 総通算           | 総通算           | 総通算           | 84               | 5                | 0                | 0                | 4                | 1                | 88               | 6                |

出場歴
- Jリーグ初出場 - 2021年3月14日 J3第1節 ロアッソ熊本戦 (ありがとうサービス. 夢スタジアム)
- Jリーグ初得点 - 2021年3月28日 J3第3節 ガイナーレ鳥取戦 (ありがとうサービス. 夢スタジアム)